# Fotografie de grup cu doamnă (roman)
Fotografie de grup cu doamnă (în germană Gruppenbild mit Dame) este un roman scris de Heinrich Böll (laureat al Premiului Nobel pentru Literatură în 1972) și publicat în 1971. Romanul are în centrul său o femeie numită Leni Pfeiffer (născută Gruyten) și prietenii săi, dușmani, iubiți, angajatori și alții; el spune povestea tuturor acestor oameni dintr-un mic oraș aflat în vestul Germaniei în anii '30 și '40 ai secolului al XX-lea. Ca de obicei în romanele lui Böll, accentul principal se pune pe epoca nazistă, din perspectiva oamenilor obișnuiți.
Romanul a fost adaptat pentru film în 1977. Filmul este o coproducție franco-germană regizată de sârbul Aleksandar Petrović și avându-i în rolurile principale pe Romy Schneider, Brad Dourif, Michel Galabru, Vadim Glowna și Richard Münch.

## Traduceri în limba română
- Fotografie de grup cu doamnă (Ed. Dacia, Cluj-Napoca, 1988), 384 p. - traducere de Petru Forna
- Fotografie de grup cu doamnă (Ed. Polirom, Iași, 2010), 480 p. - traducere și note de Petru Forna